# William Lyon Mackenzie King
Pour les articles homonymes, voir William King, William Mackenzie (homonymie), Mackenzie et King.
Ne doit pas être confondu avec son grand-père, William Lyon Mackenzie.
 (janvier 2019).
Si vous disposez d'ouvrages ou d'articles de référence ou si vous connaissez des sites web de qualité traitant du thème abordé ici, merci de compléter l'article en donnant les références utiles à sa vérifiabilité et en les liant à la section « Notes et références ».
William Lyon Mackenzie King (17 décembre 1874 – 22 juillet 1950), communément appelé Mackenzie King, est un homme d'État canadien. Il est le 10e premier ministre du Canada, pendant trois mandats non consécutifs, de 1921 à 1926, de 1926 à 1930 et de 1935 à 1948. Libéral, il est le principal homme politique du Canada durant l'entre-deux-guerres, puis durant les années 1940.
Il est surtout connu pour avoir dirigé le pays tout au long de la Seconde Guerre mondiale, où il mobilise l'argent, l'équipement et les volontaires Canadiens pour soutenir le Royaume-Uni, et plus largement les Alliés, tout en stimulant l'économie et en maintenant le moral sur le front interne. Avec un total de 21 ans et 154 jours au pouvoir, il est l'homme politique qui a occupé le plus longtemps de poste de premier ministre dans toute l'histoire du Canada. Formé en droit et en travail social, il s'intéresse vivement à la condition humaine (enfant, sa devise était « Aidez ceux qui ne peuvent pas s'aider eux-mêmes ») et joue un rôle clé dans la mise en place de l'État-providence canadien.
King accède à la direction du Parti libéral en 1919. Prenant la tête d'un parti amèrement déchiré pendant la Première Guerre mondiale, il réconcilie les factions, réunifie le parti et le conduit à la victoire aux élections fédérales de 1921. Son parti n'est pas au pouvoir pendant les jours les plus durs de la Grande Dépression (1930-1935), et il ne revient qu'au moment où l'économie repart à la hausse. Il se charge personnellement des relations complexes avec les Prairies, tandis que ses principaux collaborateurs Ernest Lapointe et Louis St-Laurent répondent habilement aux demandes des Canadiens français.
Pendant la Seconde Guerre mondiale, il évite soigneusement les débats sur la conscription, le nationalisme et l'ethnie, qui avaient profondément divisé le Canada lors la guerre précédente. Bien que peu d'innovations politiques majeures ont lieu au cours de son troisième mandat, il peut synthétiser et adopter un certain nombre de mesures qui avaient atteint un large soutien au niveau national. Les universitaires attribuent le long mandat de King en tant que chef de parti à son large éventail de compétences adaptées aux besoins du Canada.
Il comprend habilement le fonctionnement du capital et du travail. Très sensible aux nuances de la politique publique, il est un bourreau de travail doté d'une intelligence fine et pénétrante ainsi que d'une grande compréhension des complexités de la société canadienne. Technocrate réformateur, il considère la médiation managériale comme essentielle à la société industrielle, et il souhaite que son parti représente le corporatisme libéral pour créer l'harmonie sociale. King s'efforce d'apporter du compromis à de nombreux éléments concurrents et conflictuels, en ayant recours aux actions gouvernementales. Il dirige son parti pendant 29 ans et établit la réputation du Canada comme une puissance moyenne, pleinement engagée dans l'ordre international,,.
Les biographes de King s'accordent sur les caractéristiques personnelles qui le distinguent : il n'a pas le charisme de plusieurs de ses contemporains, comme Franklin Roosevelt, Winston Churchill ou Charles de Gaulle. Il manque d'une présence imposante ou d'un talent oratoire ; sa meilleure écriture est académique et elle ne trouve pas un écho parmi l'électorat. Froid et manquant de tact dans les relations humaines, il eut de nombreux alliés politiques, mais très peu d'amis personnels et ne s'est jamais marié. Il garda secret ses croyances dans le spiritualisme et le recours à des médiums, pour rester en contact avec ses proches décédés et en particulier avec sa mère ; et il laissa cette intense spiritualité déformer sa compréhension d'Adolf Hitler, tout au long de la fin des années 1930.
King est classé comme un des plus grands premiers ministres du Canada aux côtés de John A. Macdonald et Wilfrid Laurier. Il est considéré comme faisant partie des plus grandes personnalités canadiennes. Cependant, le politologue Ian Stewart déclare en 2007 que les militants libéraux n'ont qu'un vague souvenir de lui, mais en revanche l'historien Jack Granatstein déclare que « les érudits ont exprimé peu d'admiration pour King l'homme, mais ont offert une admiration sans bornes pour ses compétences politiques et son attention à l'unité canadienne ».

## Jeunesse
King est né à Berlin, Ontario (aujourd'hui Kitchener). Petit-fils de William Lyon Mackenzie, meneur de la rébellion du Haut-Canada en 1837, King obtint cinq diplômes universitaires. Il en obtint trois de l'Université de Toronto ; après des études à l'université de Chicago, il alla à l'université Harvard où il décrocha un Master of Arts en économie politique en 1898 et un Ph.D. en 1909.
Il fut élu pour la première fois au parlement sous l'étiquette du Parti libéral lors d'une élection partielle en 1908 et fut réélu lors d'une autre élection partielle en 1909, après avoir été le premier à être nommé ministre du Travail. Il perdit son siège à l'élection de 1911, quand les conservateurs l'emportèrent sur les libéraux.
Suivant sa défaite, il travailla aux États-Unis pour la fondation Rockefeller, présidant le Département des relations industrielles. Il revint au Canada pour se porter candidat à l'élection de 1917, qui fut jouée principalement sur la question de la conscription, et fut défait de nouveau en raison de son opposition à la conscription, appuyée par une majorité de Canadiens anglais.

## Chef du Parti libéral
En 1919, il fut élu chef des libéraux et revint au Parlement à l'occasion d'une élection partielle. Il demeura en poste comme chef libéral jusqu'en 1948. En 1921, son parti remporta les élections face aux conservateurs d'Arthur Meighen et il devint Premier ministre.
Durant son premier mandat, il eut pour opposant le Parti progressiste, qui n'appuyait pas les tarifs douaniers. King déclencha une élection en 1925. Les conservateurs remportèrent le plus grand nombre de sièges, mais pas assez pour détenir une majorité parlementaire à la Chambre des communes. King s'accrocha au pouvoir avec l'appui des progressistes. Toutefois, son deuxième mandat à peine entamé, un scandale de pot-de-vin au sein du Département des douanes fut révélé, ce qui transféra une bonne partie de l'appui populaire aux progressistes et aux conservateurs. Il y eut beaucoup de pression pour que King démissionne.
Le Premier ministre demanda au gouverneur général, Lord Byng, de dissoudre le Parlement et déclencher une autre élection. Byng refusa, exerçant ainsi cette prérogative vice-royale pour la première et seule fois de l'histoire canadienne. King ayant présenté sa démission au gouverneur général, celui-ci demanda à Arthur Meighen de former un nouveau gouvernement. Quand le gouvernement de Meighen fut défait aux Communes peu après, Byng se résigna à appeler des élections qui, en 1926, reconduisirent King et les libéraux au pouvoir. King avait fait une campagne nationaliste, faisant valoir que l'intervention du gouverneur général représentait, de facto, une intervention étrangère dans les affaires internes du Canada, Byng était un lord britannique et non un citoyen canadien.

## Dépression et conciliation

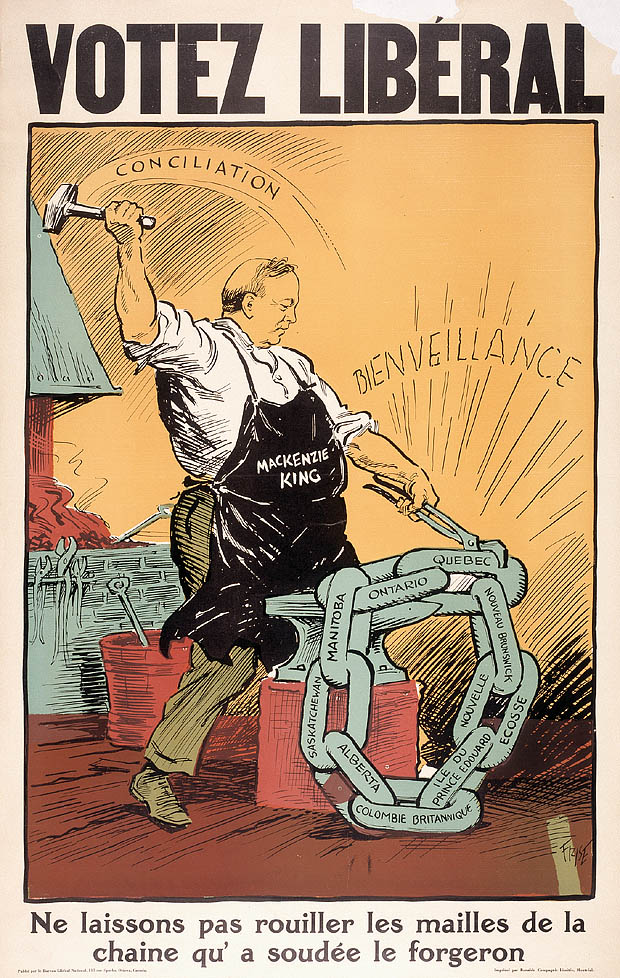
Affiche électorale de 1930.

Durant son deuxième mandat, King introduisit les pensions de retraite. En février 1930, il nomma Cairine Wilson, qu'il connaissait personnellement, au Sénat du Canada. Elle fut la première femme sénateur dans l'histoire du Canada.
King fut défait lors des élections de 1930 par les conservateurs de Richard Bedford Bennett. Malheureusement pour ce dernier, c'était le début de la Grande Dépression et King reprit les rênes en 1935. Le pire de la crise était passé et il fit adopter des lois créant des programmes sociaux, en particulier ceux concernant le logement. Son gouvernement créa également la Société Radio-Canada en 1936, la compagnie aérienne Trans-Canada Airlines (le précurseur d'Air Canada) en 1937 et l'Office national du film du Canada en 1939.
King espérait que le déclenchement de la Seconde Guerre mondiale pourrait être évité, et il appuyait la stratégie britannique de conciliation. Il avait rencontré Hermann Göring et Adolf Hitler, qu'il jugeait être un homme raisonnable qui avait soin de son prochain, travaillant à améliorer son pays durant la dépression. Il confia à son journal intime qu'il croyait que « Hitler ... pourrait être un jour comparé à Jeanne d'Arc en tant que libérateur de son peuple ».
Une telle ignorance donna un tour assez rude aux actions du gouvernement de King ; alors que la situation devenait de plus en plus intenable pour les populations juives d'Europe, le gouvernement fédéral refusa d'admettre de nombreux immigrants juifs. Il revint à un fonctionnaire de l'État canadien d'exprimer la position du gouvernement en répondant, à la question de savoir combien d'immigrants juifs pourraient entrer au Canada : « Aucun, c'est déjà trop. » (« None is too many »). Cette réponse servit de titre à un livre d'histoire qui dénonçait la politique d'immigration canadienne antisémite durant les années King. L'antisémitisme larvé de cette époque est visible dans l'épisode du paquebot St. Louis. Le navire, qui transportait 907 juifs qui fuyaient les persécutions en Europe, ne vit aucun de ses passagers admis au Canada. King refusa d'entendre les représentations de 44 personnalités canadiennes connues, incluant des professeurs, des éditeurs et des hommes d'affaires qui plaidèrent en leur faveur.

## Seconde Guerre mondiale

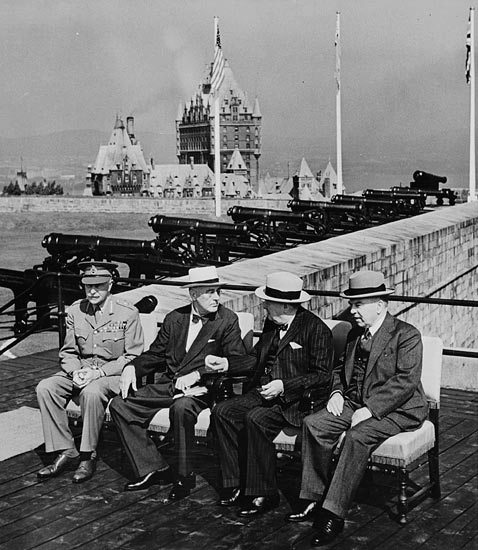
Le comte d'Athlone, Roosevelt, Churchill, et King à la conférence de Québec en 1943.

Contrairement à la Première Guerre mondiale, où le Canada participa automatiquement à la guerre dès que le Royaume-Uni fut engagé, King affirma l'autonomie canadienne au début de la Seconde Guerre mondiale en attendant jusqu'au 10 septembre 1939, quand un vote eut lieu à la Chambre des communes britannique, avant d'appuyer la décision du gouvernement d'entrer en guerre. Pendant ce temps, le Canada put acheter des armes aux États-Unis. Après avoir déclaré la guerre, le Canada ne pourrait plus acheter d'armes aux États-Unis, ces derniers ayant une politique leur interdisant d'armer les pays belligérants.
King promit de ne pas imposer la conscription, ce qui contribua à lui faire gagner les élections de 1940. Mais après la chute de la France, il passa une loi de conscription pour le service interne et l'appel aux volontaires pour le front. King cherchait à éviter une répétition de la crise de la conscription de 1917. Mais en 1942, l'armée faisait des pressions très fortes pour qu'il envoie des conscrits en Europe. Il organisa donc un référendum national cette même année, demandant à la nation de le relever de sa promesse faite durant la campagne électorale. Sa politique qu'il énonça était « la conscription si nécessaire, mais pas nécessairement la conscription ».
Les Canadiens français, ainsi que certaines communautés germanophones, s'opposèrent massivement à la conscription, mais une majorité de Canadiens anglophones donnèrent leur appui. En avril 1942, il fit passer la National Mobilization Act, pour organiser la conscription. Pendant les deux années suivantes, King utilisa une campagne de propagande vigoureuse pour recruter des volontaires après les pertes sévères lors du débarquement de Dieppe en 1942, en Italie en 1943 et lors de la bataille de Normandie en 1944. À la fin de 1944 il décida qu'il était nécessaire d'envoyer des conscrits en Europe, ce qui provoqua une brève crise politique. Heureusement pour lui, la guerre se termina quelques mois plus tard. Sur les 16 000 conscrits, seuls 2 500 furent envoyés sur le front.
King fut extrêmement impopulaire parmi les militaires canadiens durant la guerre. Lors de ses apparitions dans les installations de l'armée canadienne en Grande-Bretagne, il fut invariablement accueilli par des huées et des sifflements.
Le traitement réservé aux Canadiens d'origine japonaise durant la guerre fut vivement critiqué dans les années qui suivirent. Au milieu de la guerre, des milliers de Nippo-Canadiens furent déplacés de leurs résidences sur la côte du Pacifique et internés dans des camps et des bidonvilles plus à l'est, soi-disant pour éviter le danger d'espions japonais vivant au Canada. Aucune précaution similaire ne fut exécutée à l'endroit des Germano-Canadiens. King ne fut pas le seul à forcer l'émigration des Nippo-Canadiens ; le gouvernement des États-Unis mit en place un plan similaire durant la guerre. Toutefois, les Nippo-Canadiens ne purent regagner leurs maisons après la guerre, contrairement aux Nippo-Américains. Les possessions de ces familles furent vendues aux enchères pendant leur émigration forcée, leur laissant peu de raison de vouloir rester au Canada. On leur offrit donc l'option d'être « rapatriés » au Japon, aux frais du gouvernement, au lieu de les ramener sur la côte Ouest.

## Souveraineté canadienne
Durant toutes ses années au pouvoir, King transforma le Canada d'un dominion indépendant en une nation complètement souveraine au sein du Commonwealth. Durant l'affaire Chanak en 1922, King refusa d'appuyer les Britanniques sans d'abord consulter le Parlement, tandis que le chef conservateur, Arthur Meighen, était prêt à les appuyer. Les Britanniques furent déçus par la réponse de King, mais c'est la première fois que le Canada affirma sa souveraineté en ce qui concerne la politique étrangère. Après l'affaire King-Byng, King se rendit à la conférence impériale de 1926 et plaida pour une plus grande autonomie pour les dominions. Le résultat en fut la déclaration Balfour de 1926, qui annonçait un statut égal pour tous les membres du Commonwealth, incluant le Royaume-Uni. Ce résultat se concrétisa avec le Statut de Westminster de 1931 qui permit d'abolir les quelques pouvoirs qu'avait conservé le gouvernement britannique sur les dominions, qui devinrent ainsi pleinement souverains.

## Après-guerre

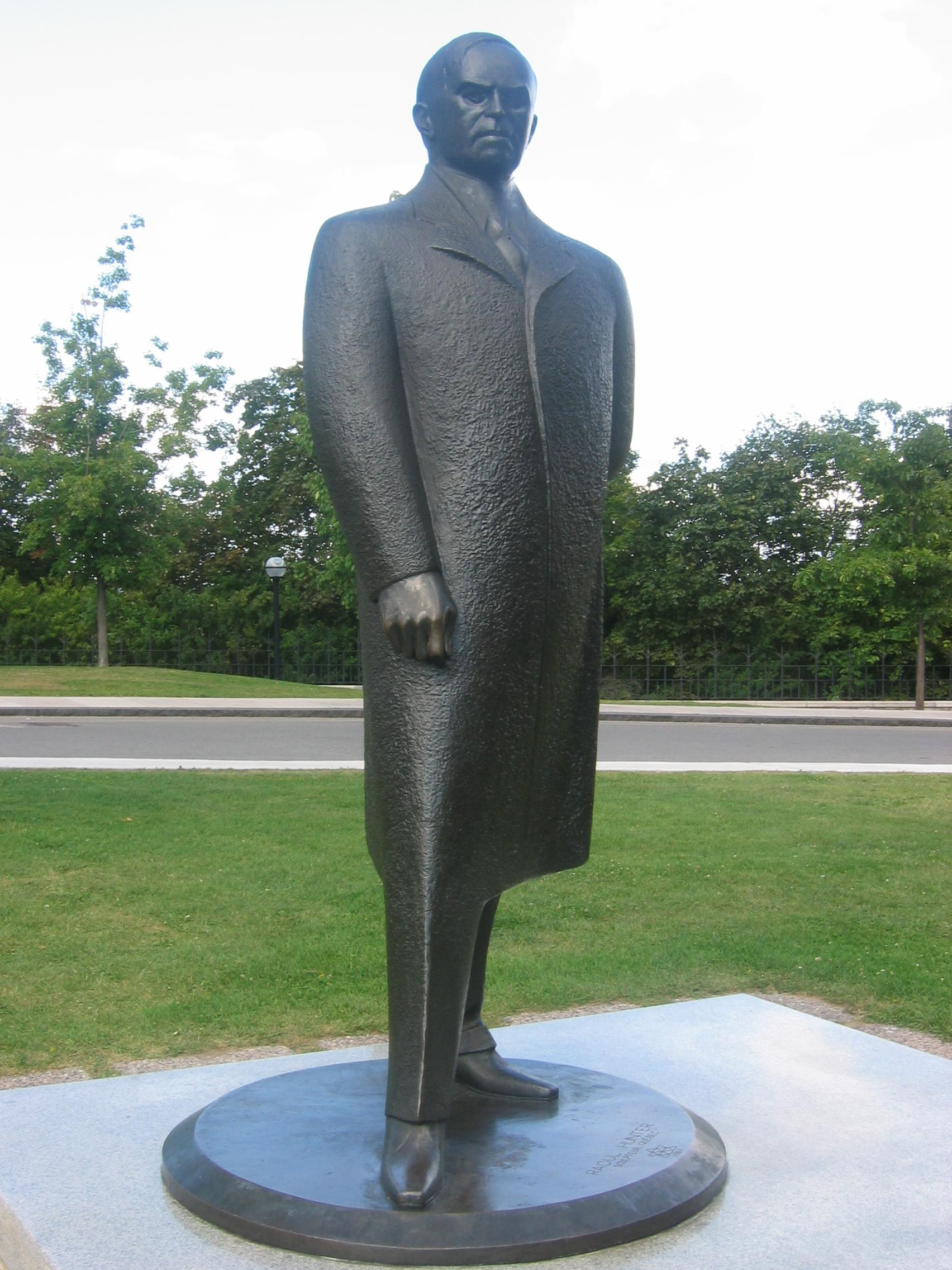
Statue de Mackenzie King sur la colline du Parlement, à Ottawa (Ontario).

Le Parti libéral de Mackenzie King remporta les élections du 11 juillet 1945. Il fut tenu comme acteur mineur dans la guerre tant par le président américain Franklin Delano Roosevelt que par le Premier ministre britannique Winston Churchill, bien qu'il ait obtenu une importante réunion stratégique de l'état-major allié à Québec en 1943.
King participa à la création de l'ONU en 1945. En 1948, il prit sa retraite après près de 22 ans comme Premier ministre. Louis St-Laurent lui succéda en tant que chef du Parti libéral et Premier ministre du Canada.

## Vie privée
Mackenzie King était un politicien prudent qui formait ses politiques selon les opinions en vogue. « La décision revient au Parlement », se plaisait-il à dire lorsqu'on le pressait d'agir.
En privé, il était spirite et aimait faire appel aux esprits, y compris ceux de Léonard de Vinci, Louis Pasteur, de sa mère et de son chien Pat. Il cherchait que ces esprits le rassurent, sans cependant leur demander des conseils politiques. Ses intérêts envers les sciences occultes ne furent pas connus durant sa carrière politique. Ils ne le furent qu'après sa mort, car on en retrouve les traces dans ses journaux intimes qu'il avait tenus.
Il ne se maria jamais, mais avait une relation proche avec Joan Patteson, qui était mariée ; il passa beaucoup de son temps libre avec elle. Sa maison de campagne à Kingsmere (en) dans le parc de la Gatineau près d'Ottawa est ouverte au public.
Mackenzie King mourut le 22 juillet 1950 à sa résidence près d'Ottawa à l'âge de 75 ans. Il fut enterré au cimetière Mount Pleasant, à Toronto. Il figure sur le billet canadien de 50 dollars.

## Archives
Les archives de Mackenzie King sont conservées à Bibliothèque et Archives Canada. Elles comprennent notamment 315,89 mètres de documents textuels et 25 455 photographies. Une grande partie des archives sont de la correspondance.